# Emanuele Cisi
Emanuele Cisi (Torino, 29 maggio 1964) è un sassofonista italiano.

## Discografia scelti

### Album
- The Age Of Numbers - 2008 (Auand Records)
- Urban Adventures - 2006 (Elabeth)
- Rolff Naked Quartet - 2010 (Family)
- Homecoming - 2011 (Albore Jazz)
- Plays Metheny - (Music Center - Insieme a Marco Roverato, Gianlivio Liberti e Michelangelo DecoratoFu)
- Welcome - 2008 (Family - Insieme a Furio Di Castri e Fabrizio Sfebbra)
- An Homage From Italy - (Philology - Emanuele Cisi Quartet)
- Giochi di nuvole - (Ddq)
- L'angel Cache' - (Jazz)
- La Porta - (Jazz italiano)
- No Eyes: Looking At Lester Young - 2018 (Warner Music)